# Playoffs NBB 2009
A fase final do Novo Basquete Brasil de 2009 compreende as disputas de quartas de final, semifinal e final. As equipes se enfrentaram em um sistema de play-off de cinco partidas, e a que tiver três vitórias classifica-se a fase seguinte.

## Quartas de final

### Primeiro jogo
| 16 de maio 18:00 |                                                               | Pinheiros/Mackenzie | 87–92                                                           | Flamengo |  | Ginásio Henrique Villaboim, São Paulo Árbitros: Carlos Renato Santos SP Sérgio Pacheco SP Sérgio Pranchevicius SP |  |
| 16 de maio 18:00 | Placar por quarto: 25 - 19, 16 - 23, 27 - 25, 19 - 25         |                     |                                                                 |          |  | Ginásio Henrique Villaboim, São Paulo Árbitros: Carlos Renato Santos SP Sérgio Pacheco SP Sérgio Pranchevicius SP |  |
| 16 de maio 18:00 | Pts: Marquinhos (25) Rbts: Alexandre (13) Asts: Alexandre (6) |                     | Pts: Marcelinho (40) Rbts: Marcelinho (10) Asts: Marcelinho (4) |          |  | Ginásio Henrique Villaboim, São Paulo Árbitros: Carlos Renato Santos SP Sérgio Pacheco SP Sérgio Pranchevicius SP |  |

| 16 de maio 21:30 |                                                          | Limeira/Winner | 87–77                                                           | Ciser/Araldite/Univille/Joinville |  | Ginásio Vô Lucato, Limeira Árbitros: José A. Piovesan SP Marcos Benito SP Marco A. Ferreira SP |  |
| 16 de maio 21:30 | Placar por quarto: 24 - 15, 17 - 24, 25 - 17, 21 - 21    |                |                                                                 |                                   |  | Ginásio Vô Lucato, Limeira Árbitros: José A. Piovesan SP Marcos Benito SP Marco A. Ferreira SP |  |
| 16 de maio 21:30 | Pts: Fiorotto (17) Rbts: Fiorotto (14) Asts: Nezinho (6) |                | Pts: Jefferson Sobral (22) Rbts: Shilton (12) Asts: Shilton (6) |                                   |  | Ginásio Vô Lucato, Limeira Árbitros: José A. Piovesan SP Marcos Benito SP Marco A. Ferreira SP |  |

| 17 de maio 11:00 |                                                      | Bauru/GRSA/Itabom | 79–83                                               | Minas/Pitágoras |  | Ginásio Ass. Luso-Bras. de Bauru, Bauru Árbitros: Francisco Lima Filho SP Fernando Serpa RS Joaquins Feitosa DF |  |
| 17 de maio 11:00 | Placar por quarto: 8 - 24, 18 - 21, 26 - 14, 27 - 24 |                   |                                                     |                 |  | Ginásio Ass. Luso-Bras. de Bauru, Bauru Árbitros: Francisco Lima Filho SP Fernando Serpa RS Joaquins Feitosa DF |  |
| 17 de maio 11:00 | Pts: Fischer (24) Rbts: Măozăo (9) Asts: Larry (5)   |                   | Pts: Shipp (24) Rbts: Murilo (8) Asts: Sucatzky (7) |                 |  | Ginásio Ass. Luso-Bras. de Bauru, Bauru Árbitros: Francisco Lima Filho SP Fernando Serpa RS Joaquins Feitosa DF |  |

| 17 de maio 12:00 |                                                      | Franca/Vivo | 76–78                                            | Brasília/Universo/BRB |  | Ginásio Pedrocão, Franca Árbitros: José A. Piovesan SP Marco A. Ferreira SP Vander Lobosco Jr. RJ |  |
| 17 de maio 12:00 | Placar por quarto: 21 - 29, 19 - 28, 18 - 12, 18 - 9 |             |                                                  |                       |  | Ginásio Pedrocão, Franca Árbitros: José A. Piovesan SP Marco A. Ferreira SP Vander Lobosco Jr. RJ |  |
| 17 de maio 12:00 | Pts: Felipe (19) Rbts: Rogério (8) Asts: Helinho (5) |             | Pts: Alex (24) Rbts: Alex (8) Asts: Valtinho (4) |                       |  | Ginásio Pedrocão, Franca Árbitros: José A. Piovesan SP Marco A. Ferreira SP Vander Lobosco Jr. RJ |  |

### Segundo jogo
|  |  | Flamengo | – | 8° colocado |  | Arena Olímpica, Rio de Janeiro Árbitros: |  |

|  |  | 4° colocado | – | Limeira/Winner |  | Árbitros: |  |

|  |  | 3° colocado | – | 6° colocado |  | Árbitros: |  |

|  |  | 2° colocado | – | 7° colocado |  | Árbitros: |  |

### Terceiro jogo
|  |  | Flamengo | – | 8° colocado |  | Arena Olímpica, Rio de Janeiro Árbitros: |  |

|  |  | 4° colocado | – | Limeira/Winner |  | Árbitros: |  |

|  |  | 3° colocado | – | 6° colocado |  | Árbitros: |  |

|  |  | 2° colocado | – | 7° colocado |  | Árbitros: |  |

### Quarto jogo
Se houver
|  |  | 8° colocado | – | Flamengo |  | Árbitros: |  |

Se houver
|  |  | Limeira/Winner | – | 4° colocado |  | Ginásio Vô Lucato, Limeira Árbitros: |  |

Se houver
|  |  | 6° colocado | – | 3° colocado |  | Árbitros: |  |

Se houver
|  |  | 7° colocado | – | 2° colocado |  | Árbitros: |  |

### Quinto jogo
Se houver
|  |  | Flamengo | – | 8° colocado |  | Arena Olímpica, Rio de Janeiro Árbitros: |  |

Se houver
|  |  | 4° colocado | – | Limeira/Winner |  | Árbitros: |  |

Se houver
|  |  | 3° colocado | – | 6° colocado |  | Árbitros: |  |

Se houver
|  |  | 2° colocado | – | 7° colocado |  | Árbitros: |  |